# Teatr Dzieci Zagłębia
Teatr Dzieci Zagłębia im. Jana Dormana w Będzinie – teatr lalkowy z repertuarem skierowanym głównie do widowni dziecięcej, z siedzibą przy ul. Teatralnej 4 w Będzinie.

## Historia teatru
Historia teatru związana jest bezpośrednio z osobą Jana Dormana, który w 1945 wraz z żoną Janiną Dorman założył w Sosnowcu Międzyszkolny Teatr Dziecka. W ramach tej instytucji małżonkowie prowadzili warsztaty dla dzieci, których celem było załagodzenie traumy związanej z doświadczeniami II wojny światowej. 22 grudnia 1945 dzieci pod kierownictwem Dormana wystawił przedstawienie „Malowane dzbanki”. W 1946 Dorman pozyskał salę Związku Zawodowego Górników przy ulicy Żytniej w Sosnowcu, gdzie założył Eksperymentalny Teatr Dziecka. Razem z grupą zawodowych aktorów tworzył przedstawienia dla dzieci, które za sprawą swojej estetyki i rozwiązań inscenizacyjnych nawiązywały do nurtu awangardowych teatrów dwudziestolecia międzywojennego. Pierwsze przedstawienia grupa pokazywała na scenie Teatru Miejskiego w Sosnowcu. W 1950 roku zespół osiadł w swojej obecnej siedzibie w budynku dawnego domu parafialnego w Będzinie. Współpracując ze szkolonymi przez siebie amatorami Dorman zainaugurował nową scenę 22 lipca 1950 wystawiając „Awanturę z ogniem” Anny Świrszczyńskiej w swojej reżyserii. Rok później zespół zyskał swoją obecną nazwę Teatru Dzieci Zagłębia.
Dorman kierował teatrem nieprzerwanie przez 28 lat nadając mu charakter sceny autorskiej i eksperymentalnej, czerpiącej z nowoczesnych osiągnięć teatru dramatycznego i lalkowego, a także doświadczeń happeningu, poszerzającego język stosowany w przedstawieniach dla dzieci. W 1978 roku Jan Dorman przeszedł na emeryturę. W 1996 Teatrowi Dzieci Zagłębia nadano imię Jana Dormana.
Teatr Dzieci Zagłębia im. Jana Dormana, posługujący się skróconą nazwą Teatr Dormana, jest jedną z najważniejszych instytucji kultury w Zagłębiu, a także w całej południowej Polsce. Instytucja każdego roku gra około 250 spektakli oglądanych corocznie przez ponad 40 000 widzów.
Od 2018 do 2019 roku Teatr wystawiał swoje sztuki także na małej scenie znajdującej się w budynku dworca kolejowego Będzin Miasto. W repertuarze Teatru poza spektaklami dla dzieci znajdują się przedstawienia dla młodzieży oraz dorosłych.

## Dyrektorzy
- 1945–1978: Jan Dorman
- 1978–1991: Grzegorz Lewandowski
- 1991–1992: Waldemar Musiał
- 1992–1995: Małgorzata Majewska
- 1995–2001: Michał Rosiński
- 2001–2005: Arkadiusz Klucznik
- 2005–2014: Dariusz Wiktorowicz
- 2014–2017: Gabriel Gietzky
- 2017–2019: Paweł Klica (naczelny), Jakub Kasprzak (artystyczny)
- 2019–2020: p.o. dyrektora Andrzej Ciszewski
- 2020–2023: Andrzej Wierdak
- od IX 2023 – Agnieszka Raj-Kubat